# Tierpark Arche Warder
Koordinaten: 54° 13′ 1,8″ N, 9° 54′ 12,4″ O
Der Tierpark Arche Warder ist ein Zoo und Landschaftspark an der Autobahn 7 in der Gemeinde Warder bei Kiel in Schleswig-Holstein. Er ging aus dem 1991 eröffneten „Tierpark Warder für seltene und gefährdete Haustierrassen“  hervor, der 2002 Insolvenz anmelden musste. Träger ist der 2003 gegründete Verein Arche Warder – Zentrum für alte Haus- und Nutztierrassen, der das Ziel hat, mithilfe eines Landschaftstierparks bedrohte Haus- und Nutztierrassen zu erhalten und zu schützen. Der Park wurde im selben Jahr mithilfe der Umweltschutzorganisation Greenpeace übernommen und im Mai 2004 wiedereröffnet.
Die Arche Warder ist laut eigenen Angaben der größter Tierpark für seltene und vom Aussterben bedrohte Haus- und Nutztierrassen weltweit. Mit einem wissenschaftlichen Konzept nimmt die Arche Warder eine wichtige Funktion bei der Erhaltung von seltenen Nutztierrassen ein. Auf 40 Hektar Parkgelände mit artgerechten und ästhetisch gestalteten Anlagen sowie auf diversen Satellitenstationen mit insgesamt 150 ha leben durchschnittlich 1.100 Tiere aus derzeit 89 verschiedenen Rassen sowie 7 Stammformen (Wildtierarten). Warder ist ein anerkannter Naturerlebnisraum in Schleswig-Holstein. 2018 und 2020 wurde der Park als offizielles Projekt der UN-Dekade für biologische Vielfalt ausgezeichnet. Im eigenen Hofladen werden u. a. Wurst- und Fleisch-Delikatessen aus dem Tierpark sowie regionale Produkte angeboten. Im tierparkeigenen Restaurant „Farmküche“ werden überwiegenden Produkte aus der Region und Fleisch von hofeigenen Tieren aus NEULAND-zertifizierter artgerechter Haltung oder von ausgewählten Lieferanten bezogen. Rustikale Holzhütten, zwei Ferienwohnungen sowie ein Zelt bieten die Möglichkeit, im Tierpark zu übernachten.

## Geschichte
Jürgen Güntherschulze, Zoologe, begann sich 1988 in privater Initiative um seltene Rassen von Haustieren zu kümmern. In der holsteinischen Gemeinde Warder hatte er zu dem Zweck eine ehemalige Kiesabbaufläche erworben, 40 ha groß. Am 1. Mai 1991 eröffnet er offiziell den „Tierpark Warder für seltene und gefährdete Haustierrassen“, der Ende 1993 etwa 1000 Tiere aus 130 Rassen versorgte. Das war die größte derartige Institution in Europa. Güntherschulze erhielt 1997 den neu geschaffenen Preis der Akademie für die Ländlichen Räume, dotiert mit 5000 DM. Begründung: Die alten Rassen bewahren wertvolles Erbgut als züchterische Reserve. In diesem Jahr beschäftigte er zehn Mitarbeiter und zählte 70.000 Besucher; doch erst ab 100.000 zahlenden Gästen hätte der Zoo das Defizit verlassen.
Das Jahr 1999 brachte 65.000 Besucher zu 1500 Tieren aus 150 Rassen: Der private Zoo bestand zehn Jahre. Im Februar 2002 sollte die Einrichtung in die HausTierPark Warder GmbH umgewandelt werden, musste aber im Mai Insolvenzantrag stellen. Im November übernahm sie der neue Trägerverein Tierpark Warder; die Leitung ging an Dieter Kettenburg über. Den Park wollte man eventuell von 40 auf 25 ha schrumpfen; ein Viertel des Tierbestandes sollte verkauft werden. Diesem Verein trat Greenpeace im Juli 2003 als Kooperationspartner bei und erwarb den Zoo schließlich für etwa 500.000 Euro. Aus Mitteln der Niedersächsischen Bingo-Umweltstiftung sollten 250.000 Euro investiert werden. Der neue Trägerverein unter der damaligen Leitung von Heinz Laing nannte sich nun „Arche Warder“. Nach umfangreichen Baumaßnahmen öffnete das Zentrum für alte Haus- und Nutztierrassen erneuert am 1. Mai 2004.
2007 übernahm der neue Direktor Professor Kai Frölich, ein Tierarzt und Biologe, mit einschlägiger Erfahrung im Zoobetrieb den Vorstand des Vereins. Unter ihm entstand eine Anlage, die als ästhetischer Landschaftstierpark gestaltet ist, in dem den Bedürfnissen von Natur, Tieren und Menschen Rechnung getragen wird und der darüber hinaus eine wissenschaftliche Institution ist. Dieser holistische Ansatz hat weltweit ein Alleinstellungsmerkmal. Nirgendwo sonst gibt es ein derartiges Konzept mit den 3 Schwerpunkten: (1) Landschaftstierpark mit 6 Säulen, (2) Besucherzentrum „DOMESTICANEUM“ und (3) Vermarktung. In Zusammenarbeit mit dem Institut für Archäologie der Universität Hamburg wurde eine jungsteinzeitliche Siedlung mit mehreren Häusern und Tierpferchen sowie einem Vorratsspeicher und einem Aussichtsturm errichtet. Regelmäßig werden Veranstaltungen wie die Steinzeittage, das Mittelalterfest oder Halloween angeboten. Zudem gibt es Bildungsangebote, Ferienprogramme und Führungen für Schulklassen und andere Gruppen sowie die Möglichkeit Kindergeburtstage im Park zu feiern. Die Arche Warder ist zertifizierter Partner für norddeutsch und nachhaltig (nun)-Bildung gestaltet Zukunft. Im Jahr 2021 wurde erstmalig die „100.000 Besucher pro Jahr“-Marke im Tierpark Arche Warder erreicht und konnte in den Folgejahren auch wiederholt werden - 2024 sogar mit neuer Bestmarke.
Das Besucherzentrum "DOMESTICANEUM" beschäftigt sich mit der Bedeutung der Haustiere für die Kulturgeschichte des Menschen. Das Ausstellungskonzept erfolgt mithilfe eines modernen Edutainment im Rahmen einer Zeitreise. Auf 300 Quadratmetern wird die gemeinsame Entwicklungsgeschichte von Mensch und Haustier erzählt, die in einer Höhle in der Altsteinzeit beginnt und auf der Farm der Zukunft endet.

## Säulen

### Schutz durch Zucht
Auf der Basis einer exakten Zucht- und Managementstrategie gilt es, die Tiere in ihren rassetypischen Eigenheiten zu erhalten. Ein großer Genpool (Agrobiodiversität) kann auf Veränderungen im Klima oder bei Richtungsänderungen in der Landwirtschaft besser reagieren.
Für Rassen mit ausreichendem Bestand werden zudem Vermarktungswege entwickelt. Insgesamt fokussiert sich der Park auf 36 Schwerpunktrassen neben vielen Demonstrationsrassen.

### Schutz durch Etablierung von Satellitenstationen
Viele Tiere aus dem Arche-Bestand sind auf zahlreiche Außenflächen (insgesamt 150 ha) ausgelagert. Auf diese Weise kann die Individuenzahl pro Rasse erheblich erhöht und damit die genetische Vielfalt gesichert werden. Außerdem dient die regional getrennte Haltung als Vorsichtsmaßnahme für den Fall von Tierseuchen.

### Schutz durch anspruchsvolle Bildungsangebote
Der Park ist ein „lebendes Museum“, das die Bedeutung von Nutztieren für die kulturelle Entwicklung des Menschen allgemeinverständlich veranschaulicht. Auch die Besonderheiten alter Rassen, die für eine ökologische Landwirtschaft und den Naturschutz von Bedeutung sind, werden spannend erklärt. Bildung und Sensibilisierung für Biodiversität sind entscheidend, um die komplexen Zusammenhänge zwischen Mensch, Natur und Artenvielfalt zu begreifen. Die vielschichtigen Herausforderungen der Gegenwart werden als gesamtgesellschaftliche Aufgabe angesehen, wobei das Ziel verfolgt wird, das Verständnis für die Vielfalt und den Wert einer natürlichen Umwelt hautnah zu vermitteln.

### Schutz durch Vernetzung mit nationalen und internationalen Institutionen
Die Arche pflegt deutschland-, europa- und weltweit Kontakte zu Naturschutzstiftungen, Zoos, Tierparks, Herdbuchzüchtern sowie anderen Archehöfen und Verbänden, um Informationen und Erfahrungen auszutauschen sowie seltene Zuchttiere zu tauschen bzw. zu erwerben. Darüber hinaus steht sie im fachlichen Diskussionsaustausch mit verschiedenen politischen Parteien in Schleswig-Holstein und auf Bundesebene.

### Schutz durch Forschung
In Zusammenarbeit mit dem wissenschaftlichen Beirat, dessen gegenwärtig 10 Mitglieder aus unterschiedlichen Disziplinen sowie aus verschiedenen Universitäten und wissenschaftlichen Einrichtungen stammen, werden Forschungsprojekte über die biologischen Besonderheiten alter Haustierrassen untersucht. Im Zeitraum 2007 bis 2024 entstanden 89 Veröffentlichungen u. a. 36 Artikel in peer-reviewed Zeitschriften und 15 populärwissenschaftliche Publikationen.

### Schutz durch Erhalt der einheimischen Biodiversität (Biotopschutz)
Der nach ökologischen Kriterien gestaltete Landschaftstierpark ist so angelegt, dass er zahlreichen wilden Tier- und Pflanzenarten neue Mikrohabitate bietet (zum Beispiel Teiche, Knicks, Bauminseln, Trockenrasen). Unterstützt wird dies durch die ganzjährige Bereitstellung von Nisthilfen und Fütterungsplätzen für Wildvögel. Zudem sind die diversen Satellitenstationen zum überwiegenden Teil als extensiv genutzte Flächen in Form einer naturnahen Bewirtschaftung angelegt, wie z. B. der Wiedervernässung der Bülker Salzwiesen (Gemeinde Strande).
Der Tierpark wurde 2018 sowie 2020 als Projekt der UN-Dekade Biologische Vielfalt ausgezeichnet.

## Bestand

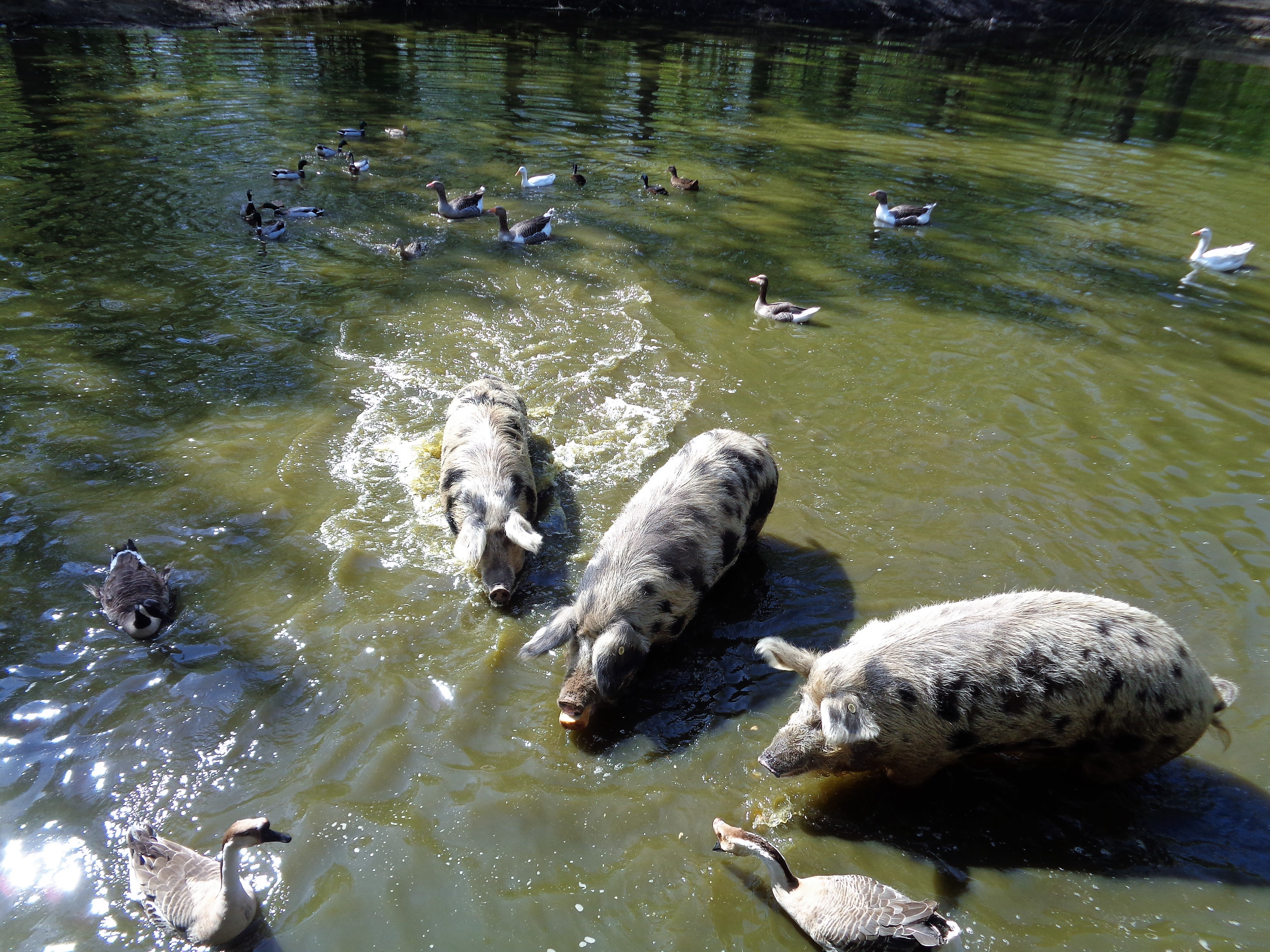
Turopolje-Schweine bei der Fütterung

Zum Bestand zählen durchschnittlich 1.100 Tiere, deren Rassen oft gefährdet oder akut vom Aussterben bedroht sind wie z. B. (Auszug der Bestandsliste):
- Schwarzbuntes Niederungsrind
- Dänisches Sortbroget-Schwein
- Buntes Bentheimer Schwein
- Houtland-Schafe
- Poitou-Esel
- Leinegans
- Turopolje-Schwein

## Anerkennung als Arche-Park
Die Arche Warder ist von der Gesellschaft zur Erhaltung alter und gefährdeter Haustierrassen als Arche-Park anerkannt.

## Kritik
Der Tierpark geriet in den vergangenen Jahren mehrfach öffentlich in die Kritik, da er Weideflächen des benachbarten Gut Mannhagen gepachtet hat und dieses über den Onlineshop Essbare Landschaften Fleisch von Tieren der Arche Warder verkauft.
Gut Mannhagen wird von Thomas Hoof geleitet, dieser wird der rechtsextremen Neuen Rechten zugeordnet und betreibt den Manuscriptumverlag der Werke extremer Rechter verlegt. 
Eine deutliche Distanzierung blieb von Seiten des Tierparks bisher aus.